# Furuberget
Furuberget är ett naturreservat i Skellefteå kommun i Västerbottens län.
Området är naturskyddat sedan 2017 och är 27 hektar stort. Reservatet omfattar en nordostsluttning av berget och består av urskogsartad granskog.